# Semiricinula marginatra
Semiricinula marginatra, tên tiếng Anh: brownish drupe, là một loài ốc biển, là động vật thân mềm chân bụng sống ở biển trong họ Muricidae, họ ốc gai.

## Miêu tả
Loài này có kích thước giữa 20 mm and 45 mm

## Phân bố
Chúng phân bố ở Ấn Độ Dương dọc theo Aldabra, lưu vực Mascarene, bờ biển của Nam Phi và Mozambique; ở Thái Bình Dương dọc theo Hawaii và Polynesia.